# Kénéméné
Kénéméné est une localité située dans le département de Oula de la province du Yatenga dans la région Nord au Burkina Faso.
Le village de Kénéméné au Nord par les villages de Ramsa et de Mogom, à l'Est, il est limité par le village Yiribou et à Sud par Nongfaïré et Zanna. Kénéméné est situé à 32 km du chef lieu de Province, Ouahigouya.

## Économie
L'agriculture est l'activité principale du village avec la culture du sorgho, le riz, le maïs et du niébé. 
La pratique de l'agriculture de contre-saison notamment le maraichage occupe plus 80% de la population en saison sèche grâce au Barrage de Guitti. Le village dispose de sol très riche pour l'agriculture. L'élévage y est développé. Il faut toutefois noter la pratique de l'orpaillage artisanale qui occupe une bonne partie des jeunes.

## Santé et éducation
Le centre de soins le plus proche de Kénéméné est le centre de santé et de promotion sociale (CSPS) de Oula tandis que le centre hospitalier régional (CHR) se trouve à Ouahigouya. 
Le village dispose d'une école primaire publique. 